# 日本炭礦専用鉄道
日本炭礦専用鉄道（にほんたんこうせんようてつどう）は、鹿児島本線折尾駅から福岡県遠賀郡水巻町及び芦屋町にある日本炭礦の炭鉱とを結んだ専用鉄道である。石炭の輸送が主であるが坑員輸送にも使用された。

## 路線データ
路線長は戦前（昭和10年-昭和18年）は6.9km。戦後（昭和32-37年）は8.3km。大君坑廃坑により4.7kmとなった。
機関庫のある頃末を中心として東側に鹿児島本線折尾駅までを折尾線、北側に大君坑までの路線を大君線、南側へ鹿児島本線を交差して高松一坑までの路線を高松線と称した。他に構外側線として大君線から分岐して猪熊四坑に向かう四坑線、高松三坑に向かう三坑線があった。
石炭積込場は1953年に高松1坑、高松2坑、高松3坑、高松4坑、梅ノ木、大君、高松5坑であったものが1957年に高松1坑、高松2坑、高松3坑、大君、高松5坑に減り1961年には高松1坑、高松2坑だけになった。
坑員輸送に客車を運行しており停車場は一坑吉田配給所前、鯉口、頃末病院前、二坑事務所前、梅ノ木、三ツ頭社宅前があった。また家族の通学、病院の通院、芦屋や柏原の海岸で海水浴をするため利用されていた。

## 歴史
この専用鉄道は一時は筑豊御三家（安川敬一郎、麻生太吉、貝島太助）と対抗した新興炭坑王といわれた三好徳松が経営する三好鉱業と大君鉱業で産出された石炭輸送のため炭坑のある水巻村及び芦屋町から国鉄折尾駅まで敷設したものである。当初の石炭の運搬方法は遠賀川支流の曲川より若松港まで川艜で運び、船着場までは馬車や荷車、離れたところは軌条を敷きトロッコを使っていたが運搬費が嵩んでいた。そのためエンドレスロープによりトロッコで折尾駅まで運搬する方法になり、1927年（昭和2年）より蒸気機関車による輸送に変わった。
水巻の炭鉱は一部を伊藤伝右衛門の大正鉱業が所有しているものを除き三好徳松が広大な鉱区を所有していた。昭和初頭三好が所有していた主力の炭鉱は高松本坑、高松第二坑、高尾坑であった。高松の名の由来は炭鉱のそばに松の巨木がありこれを高松といったことからつけられたとされ高松の名は水巻村より知られていたという。しかし三好が1931年（昭和6年）8月に急死すると世界恐慌による炭価の暴落もあり1934年（昭和9年）に三好鉱業と大君鉱業は鮎川義介率いる日産コンツェルンが設立した日本炭礦に買収されることになる。以降日本化学工業、日産化学工業へ社名を変更した後日本鉱業に合併されたが分離され日本炭礦となった。1952年（昭和27年）鮎川から菊池寛実へ経営が移る。
日産の系列になると近代化され出炭量は1935年（昭和10年）に61万トン、1940年（昭和15年）に154万トンと大幅に増加した。終戦直後は出炭量は落込んだものの昭和30年代前半には戦前をしのぐ出炭量を誇るようになる、しかし高度経済成長の時代に入ると石炭離れにより販売の7割を占める大口の製鉄所や火力発電所からの取引が打ち切られると生産過剰で貯炭がふえ経営が悪化していく。
高松四坑（猪熊四坑）は1953年（昭和28年）に採掘が中止となり、大君坑も1962年（昭和37年）に閉山となったため大君線は廃止される。そして日本炭礦は水巻から撤退することになり1965年（昭和40年）には専用鉄道は全線の運行を停止した。
その後石炭積込場は住宅団地や公共施設となり線路敷は道路や宅地造成で埋め立てられた。
- 1926年（大正15年）4月7日 三好・大君両鉱業に対し専用鉄道敷設免許（折尾駅-芦屋町柏原、本線5哩9鎖、側線1哩32鎖 動力蒸気、軌間1067mm）[22]
- 1926年（大正15年）10月13日 専用鉄道敷設免許（水巻村大字頃末-同村大字吉田、1哩30鎖）[23]
- 1927年（昭和2年）4月19日 折尾-頃末間1.6キロ、頃末-高松間2.2キロ開業（認可）[24][25]
- 1928年（昭和3年）4月21日 折尾基点1哩20鎖より2哩68鎖迄の間開業（認可）[26]
- 1929年（昭和4年）11月26日 折尾基点2哩68鎖より3哩13鎖（大君）まで間開業 （認可）[27]
- 1934年（昭和9年）7月26日 日本炭礦設立[28][29][30]
- 1934年（昭和9年）12月21日 専用鉄道を日本炭礦に譲渡（許可）[30]
- 1936年（昭和11年）10月 梅ノ木鉱閉鎖[31]
- 1937年（昭和12年）2月16日 日本化学工業に商号変更[32][28]
- 1937年（昭和12年）6月 高尾鉱閉鎖[31]
- 1937年（昭和12年）12月3日 日産化学工業に商号変更[33][28][34]
- 1941年（昭和16年）10月31日 高松三坑側線増設免許（折尾起点2.803km - 高松三坑間990m）[35]
- 1942年（昭和17年）3月 高松三坑出炭[36]
- 1943年（昭和18年）3月1日 日本鉱業が日産化学工業を吸収合併[37][38]
- 1945年（昭和20年）7月 日本鉱業より分離し日本炭礦となる[39][40][41]
- 1946年（昭和21年）5月 高松四坑出炭[36]
- 1952年（昭和27年）7月 鮎川は日本炭礦を菊池寛実へ売却[42]
- 1953年（昭和28年）7月 高松四坑採掘中止[36]
- 1956年（昭和31年）10月 大君坑の出炭[36]
- 1961年（昭和36年）昭和36年下期より慢性的に赤字になる[43]
- 1962年（昭和37年） 大君坑の閉山 （10月[36]）により路線短縮（延べ4.7キロ）[44]
- 1965年（昭和40年）3月 高松二坑採掘中止[36]
- 1965年（昭和40年）6月 運行を停止[44]
- 1966年（昭和41年）2月 高松一坑閉山[44] [36]
- 1971年（昭和46年）4月3日 臨時株主総会にて会社解散決議[45]

### 日本炭礦の生産量
| 年度 | 梅ノ木坑 | 高尾坑  | 高松一坑 | 高松二坑  | 高松三坑 | 高松四坑 | 高松五坑 | 常磐坑  | 二島坑  | 合計      |
| ---- | -------- | ------- | -------- | --------- | -------- | -------- | -------- | ------- | ------- | --------- |
| 1934 | 72,300   | 58,956  | 216,040  |           |          |          |          |         |         | 347,296   |
| 1935 | 122,667  | 118,087 | 377,973  |           |          |          |          |         |         | 618,727   |
| 1936 | 76,845   | 127,897 | 440,499  | 133,348   |          |          |          |         |         | 778,589   |
| 1937 |          | 2,500   | 460,413  | 340,424   |          |          |          |         |         | 803,337   |
| 1938 |          |         | 474,541  | 630,745   |          |          |          |         |         | 1,105,286 |
| 1939 |          |         | 459,756  | 877,246   |          |          |          |         |         | 1,337,002 |
| 1940 |          |         | 518,280  | 1,025,557 |          |          |          |         |         | 1,543,837 |
| 1941 |          |         | 410,278  | 676,022   | 1,140    |          |          |         |         | 1,087,440 |
| 1942 |          |         | 414,405  | 463,377   | 30,065   |          |          |         |         | 907,847   |
| 1943 |          |         | 469,734  | 441,572   | 101,963  |          |          |         |         | 1,013,269 |
| 1944 |          |         | 436,759  | 395,363   | 92,888   |          |          |         |         | 925,010   |
| 1945 |          |         | 202,957  | 193,116   | 50,032   |          |          |         |         | 446,105   |
| 1946 |          |         | 173,246  | 204,838   | 82,673   | 18,326   |          |         |         | 479,083   |
| 1947 |          |         | 196,806  | 247,538   | 92,982   | 52,526   |          |         |         | 589,852   |
| 1948 |          |         | 236,932  | 280,780   | 129,676  | 71,712   |          |         |         | 719,100   |
| 1949 |          |         | 253,490  | 280,835   | 146,094  | 76,609   |          |         |         | 757,028   |
| 1950 |          |         | 344,500  | 361,681   | 179,066  | 90,753   |          |         |         | 976,000   |
| 1951 |          |         | 360,050  | 399,250   | 185,050  | 86,050   |          |         |         | 1,030,400 |
| 1952 |          |         | 290,802  | 362,260   | 161,165  | 66,707   |          | 7,098   |         | 888,032   |
| 1953 |          |         | 371,652  | 395,561   | 170,400  | 16,440   |          | 7,416   |         | 961,469   |
| 1954 |          |         | 391,885  | 430,210   | 161,460  |          |          | 9,160   |         | 992,715   |
| 1955 |          |         | 363,297  | 398,802   | 146,045  |          |          | 442     | 13,522  | 922,108   |
| 1956 |          |         | 369,429  | 406,855   | 195,817  |          | 65,155   | 335     | 68,764  | 1,106,355 |
| 1957 |          |         | 403,943  | 448,820   | 202,550  |          | 168,260  | 104,667 | 153,850 | 1,482,090 |
| 1958 |          |         | 382,907  | 226,870   | 175,436  |          | 174,108  | 187,781 | 254,629 | 1,401,731 |
| 1959 |          |         | 401,616  | 160,012   | 162,229  |          | 185,735  | 191,194 | 274,213 | 1,374,999 |
| 1960 |          |         | 415,435  |           | 186,243  |          | 165,210  | 187,265 | 535,657 | 1,489,810 |
| 1961 |          |         | 360,010  |           | 171,266  |          | 123,660  | 129,290 | 378,334 | 1,162,560 |
| 1962 |          |         | 564,569  | 7,500     | 318,445  |          | 34,900   | 211,831 | 613,805 | 1,751,050 |
| 1963 |          |         | 464,700  | 26,500    | 434,650  |          |          | 250,200 | 497,350 | 1,673,400 |
| 1964 |          |         | 419,400  | 41,180    | 426,780  |          |          | 237,450 | 401,090 | 1,525,900 |

- 『水巻町誌 増補』238、352頁
- 二島坑（二島鉱業所）は若松市大字二島にあり石炭は二島埠頭から船積みしており専用鉄道は使用していない

## 車両
動力は終始蒸気機関車を使用していた。所有の石炭車は社線用で国鉄から石炭車が乗り入れて石炭を運んでいた。社宅が大君、梅ノ木、頃末、高松にあり通勤列車が運行されていた。
記録も少なく、書類は不備が多く機関車の廃車が不明、改造したとされる貨車がそのままであったり、客車の製造年が曖昧など不明確な点が多い。

### 蒸気機関車
当初は国鉄よりの払下げ機であったが戦時中の石炭増産による輸送量増強と5700形の老朽化により国鉄C11形及び国鉄C12形と同設計のタンク機関車を新製した。
| 譲受・使用 | 形式番号 | 製造年 | 製造所               | 廃車   | 備考                                                                                                   |
| ---------- | -------- | ------ | -------------------- | ------ | --- |
| 1927       | 2080     | 1901   | ナスミス・ウィルソン | 1941   | 詳細は国鉄1800形蒸気機関車#2080形                                                                      |
| 1927       | 2081     | 1901   | ナスミス・ウィルソン | 1941   | 詳細は国鉄1800形蒸気機関車#2080形                                                                      |
| 1928       | 510      | 1894   | ダブス               |        | 1942年に耶馬渓鉄道の同形機に部品を貸し休車となる。 以後の動向は不明1952年解体詳細は国鉄400形蒸気機関車 |
| 1932       | 5737     | 1899   | スケネクタディ       |        | 詳細は国鉄5700形蒸気機関車                                                                             |
| 1933       | 5738     | 1899   | スケネクタディ       | 1960   | 詳細は国鉄5700形蒸気機関車                                                                             |
| 1934       | 5736     | 1899   | スケネクタディ       |        | 詳細は国鉄5700形蒸気機関車                                                                             |
| 1935       | 5735     | 1899   | スケネクタディ       | 1960   | 詳細は国鉄5700形蒸気機関車                                                                             |
| 1938       | 5743     | 1899   | スケネクタディ       |        | 詳細は国鉄5700形蒸気機関車                                                                             |
| 1941       | C1101    | 1941   | 日立製作所           |        | 除煙板はついていない 1101は1964年1月解体                                                               |
| 1944       | C1102    | 1943   | 日立製作所           | 廃線時 | 除煙板はついていない 1101は1964年1月解体                                                               |
| 1949       | C1201    | 1949   | 日立製作所           | 廃線時 | C1203は三井三池港務所で使用していた元国鉄C1297を購入                                                   |
| 1952       | C1202    | 1952   | 日立製作所           | 廃線時 | C1203は三井三池港務所で使用していた元国鉄C1297を購入                                                   |
| 1953       | C1203    | 1934   | 三菱造船所           | 廃線時 | C1203は三井三池港務所で使用していた元国鉄C1297を購入                                                   |

- C1102、C1201、C1202、C1203は引き取り手がなく解体された[54]。

### 貨車
谷口の調査では全貌解明は出来ず、全数量不明。
- セキ11-20 国鉄セキ1000形貨車と同形の貨車を1942年日立製作所で製作[55][56]。
- セキ22-27 国鉄セキ3000形貨車と同形の貨車を1951年日立製作所で製作[55]
- 国鉄セキ1形貨車が出自とされるが詳細は不明
  - セキ28-32（譲受年不明）、33-37（1958年4月譲受）、38-42（1959年4月譲受）[55]
- 無蓋貨車を国鉄より譲受。譲受年両数は1928年2両、1932年2両、1934年1両、1936年3両、1937年8両[57]
- 1948年1月国鉄より特別廃車された貨車ト1形、ト6000形、ト10300形、ト10100形（伊那電気鉄道買収車）、ワ1形、ワ1700形、セム1形（西日本鉄道買収車）、セム3750形（小倉鉄道買収車）計22両を購入しト21-28ほか番号不明2両、ワ2・3、セム1-10[58]。
- 1948年12月国鉄より特別廃車されたト1形、ト1030形、ト4900形、ト6000形、トム5000形、ワ1形、ワ17000形計14両を購入しト29-37、トム2・3、ワ4-6[59]
- 1953年に国鉄より有蓋貨車9両（ワ18506、ワ18655、ワフ7988、ツ527、ワ18060、ワ4433、ワフ3985、カ30、ワフ1421）を譲受し無蓋貨車に改造した[60]ことになっているが谷口がワフ7988の廃車体を確認している[55]。

### 客車
谷口が現地調査した1954年には戦後入線したボギー客車2両のみで2軸客車はすべて廃車されており車両台帳には7両（ハ1-7）が掲載されていたが、国鉄資料（鉄道統計資料、門鉄局報、鉄道公報）では以下の8両が判明している。
- 1927年購入 国鉄客車2両[64]
- 1933年購入 国鉄ハ1340.1365[65]
- 1935年購入 国鉄ハフ2681[66]
- 1936年購入 国鉄ハ2345[67]
- 1938年購入 小倉鉄道ハ10、13[68]

1950年に国鉄ホヤ6760形2両を購入。元は鉄道作業局と九州鉄道のボギー車であるが度重なる改造により原型は失われている
- 鉄道作業局ユボ10（1907年新橋工場製）→鉄道院ホユフ8557[69]→鉄道省ホユ4750→ホヤ6762→日本炭礦ホハフ6762→ホハフ6761
- 九州鉄道ハ14（1899年東京車輌製）→鉄道院ホハ6772[70]→鉄道省ナユフ8586→ナユ4801→ホヤ6763→日本炭礦ホハフ6761→ホハフ6762